# Contrafacia rindgei
Contrafacia rindgei är en fjärilsart som beskrevs av Johnson 1989. Contrafacia rindgei ingår i släktet Contrafacia och familjen juvelvingar. Inga underarter finns listade i Catalogue of Life.